# Теленько Богдан Петрович
Богда́н Петро́вич Теле́нько (нар., 25 липня 1954, с. Кулява Жовківський район, Львівська область) — український журналіст, публіцист, письменник, громадський діяч.
Член Національної спілки журналістів України (1987).

## Біографія
Народився у с. Кулява, зростав у рідному селі своєї родини — Межиріччі Сокальського району Львівської області. Середню освіту здобув у школі-інтернаті сусіднього шахтарського міста Соснівка, трудову діяльність розпочав на Червоноградському заводі металоконструкцій Сокальського району, слюсарем, звідки пішов служити до армії (1972—1974).
У 1975—1979 рр. навчався в Київському педінституті іноземних мов (факультет французької мови), рік працював на будовах Тюменщини.
З 1980-го по серпень 1991-го працює кореспондентом, завідувачем сільськогосподарського відділу Деражнянської районної газети Хмельницької області.
1982—1991 рр. навчався і закінчив Київський державний університет ім. Т. Шевченка (факультет журналістики) та аспірантуру. На знак протесту проти публікації в своїй райгазеті матеріалів «гекачепе» звільнився з роботи, з вересня 1991-го працював власним кореспондентом газети Галицької асамблеї «Західна Україна».
У 1992—1994 рр. обіймав посаду заступника голови Деражнянської райдержадміністрації з гуманітарних питань, не залишаючи роботу в газеті «Західна Україна» поза штатом, з осені 1994-го — редактор обласної газети «Час», органу облорганізації УРП, у 1995-му паралельно працював кореспондентом радіо «Свобода».
1997 р. — радник Хмельницького міського голови, з 1998-го і донині головний редактор Хмельницької міської газети «Проскурів».

### Судовий позов на газету  «Проскурів»
У вересні 2014 р. тодішній народний депутат України Сергій Лабазюк, який у той час брав участь у позачергових парламентських виборах, подав до суду на редакцію хмельницької міської газети «Проскурів». Приводом для позову стала редакційна стаття, у якій Лабазюка було звинувачено в організації “благодійних турів” на відпочинок для голів сільрад Хмельницького та Волочиського районів. Також нардепа було названо членом парламентської фракції "Партії регіонів" та чи не найближчим депутатом з оточення екс-губернатора Василя Ядухи.
За словами самого Сергія Лабазюка, він увесь час він був позафракційним, а з 27 лютого 2014 р. працює у фракції «Справедлива європейська Україна». На підтвердження цього судові представлено довідку із секретаріату Верховної Ради. 
Богдан Теленько погодився із тим, що ця інформація у статті була недостовірною: “Ми припустилися оціночного огріху. Бо ж мали на увазі прорегіоналівську позицію Сергія Лабазюка, яку підтвердили свідки”, — Теленько.  
Хмельницький міськрайонний суд зобов'язав редакцію опублікувати відповідь позивача відповідно до вимог законодавства щодо спростування необ'єктивної інформації. 

## Громадсько-політична діяльність
Активний учасник перших неформальних громадських об'єднань Поділля, член хмельницької «Спадщини», з листопада 1988 р. — співголова Подільського Фронту за перебудову (по Хмельниччині), з весни 1989 р. — відповідальний секретар республіканського оргкомітету Установчого з'їзду Народного Руху України у Хмельницькій області, з грудня 1989-го — співголова обласної організації РУХу, у жовтні 1990-го обраний членом Центрального проводу НРУ, з вересня 1994-го — член Центрального проводу Української республіканської партії, обласну організацію якої очолював з 1995-го по 2002 р. до злиття її з партією «Собор», після чого залишається поза партіями.
У 1987—1989 рр. організував громадський рух проти спорудження на Хмельниччині (в Деражнянському районі) підприємства-полігону по переробці ядерних відходів, один з ініціаторів створення в цьому ж районі літературно-меморіального музею Анни Ахматової (відкритий у 1989 р.), ініціював відкриття першого пам'ятника жертвам комуністичних репресій у Хмельницькому (серпень 1989 р.), створення історико-меморіального заповідника «Поле Пилявської битви» (1990 р.), організував спорудження першого в області Кургану пам'яті жертв Голодомору та комуністичних репресій у м. Деражня (1990 р.) та ряд інших ініціатив національно-патріотичного змісту.

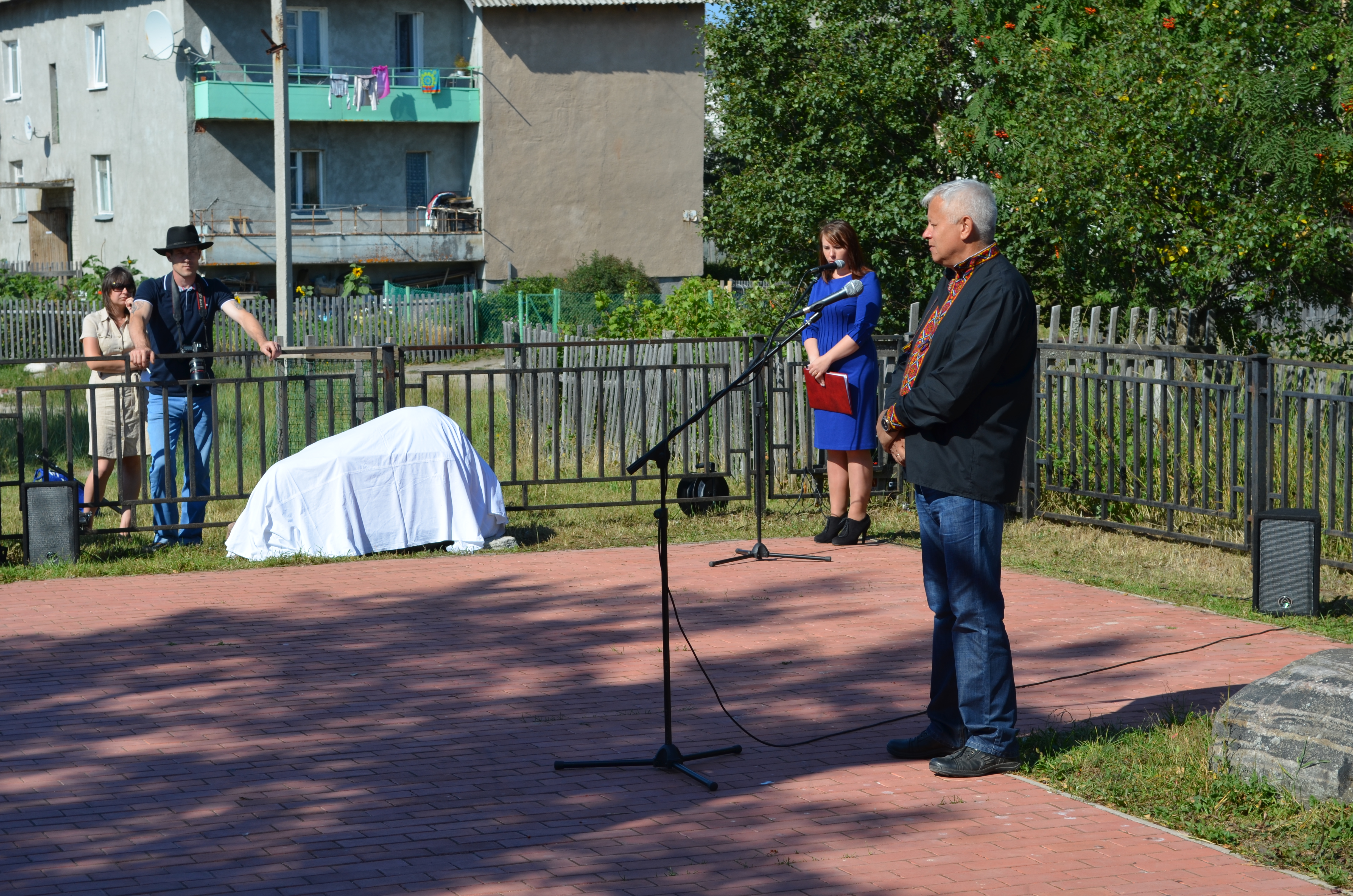
Виступ Богдана Теленька під час церемонії пам'яті за загиблими на Соловках, 2013 рік

У 1994 році з його ініціативи ОО УРП заснувала патріотичну премію ім. Я. Гальчевського, яка з 2003-го носить загальноукраїнський характер, вже під егідою культурологічного Товариства ім. Я. Гальчевського, яке створив у 2003 р. У 2013 р. з його ініціативи українська делегація під час відзначення трагічних подій Великого терору 1937—1938 рр. на Соловках разом з представниками російського «Меморіалу» створили історичний клуб «Соловки-2013», члени якого прийняли звернення до прогресивної громадськості Європи та країн СНД про загрозу реваншу тоталітаризму в Росії.

## Творчість
Серед творчих напрацювань превалює публіцистика та есеїстика, постійно займався політичною журналістикою. У вересні 1991-го опублікував у «Західній Україні» та київській «КоЗі»(«Комсомольское знамя») сенсаційні матеріали про безпосередню причетність до «гекачепе» керівництва МВС УРСР, висвітлював події у Придністров'ї, де неодноразово перебував у найгарячіші часи.
У 2004 р. вийшла його перша книга публіцистичних творів «Щоденник націонала».
У 2007 р. побачила світ окремою книжкою повість-есе «Кодекс адвоката Клари Маргулян».
У 2009 р. вийшла збірка повістей «Галицька рапсодія», одна з яких у жанрі кіносценарію «Віють вітри. Депортація» відзначена дипломом VI Всеукраїнського конкурсу «Коронація слова» (2006 р.).
У 2011 р. вийшла книга есеїв «Технологія громадянського спротиву. Нотатки провінційного журналіста».
У 2012 р. опублікований роман-есе «Хроніки пересмішника».
У 2014 р. вийшла повість-есе «Соловецький лабіринт. Записки упередженого паломника», за яку нагороджений премією ім. Дмитра Прилюка «За найкращу публіцистичну роботу». У 2016 р. опублікував роман-есе "Коли засурмить Сьомий Ангел", у 2017 р. вийшло його документально-публіцистичне дослідження "Соловецький мартиролог Поділля", у 2о18 р.- роман "Daphne Mezereum. Смак вовчої ягоди", у 2019 р. у журнальному варіанті починає публікуватися роман "Віють вітри". Лауреат Міжнародної літературної премії ім. Миколи Гоголя "Тріумф" (2016), став лауреатом Міжнародної літературно-мистецької премії імені Пантелеймона Куліша (2019).

## Сім'я
Батьки:
- Теленько Петро Ількович (1919—1991), службовець, ветеран війни;
- Теленько Ганна Максимівна (1926—1982), колгоспниця, зв'язкова ОУН-УПА.

Дружина — Любов Федорівна Теленько, педагог.
Діти:
- Богдана (1978 р. н.), літературознавець.
- Христина (1983 р. н.), юрист.

Захоплення: графіка, живопис.